# Monastère Sretenski Novodevitchi
Le monastère Sretenski-Novodievitchi (en russe : Сретенский Новодевичий монастырь) est un ancien monastère pour femmes situé dans l'enceinte de l'ancien kremlin de Pereslavl-Zalesski qui fut actif aux XVIIe siècle — XVIIIe siècle.
Le monastère a été transformé en paroisse en 1764.
La plus grande partie des bâtiments a été détruite en 1933. 

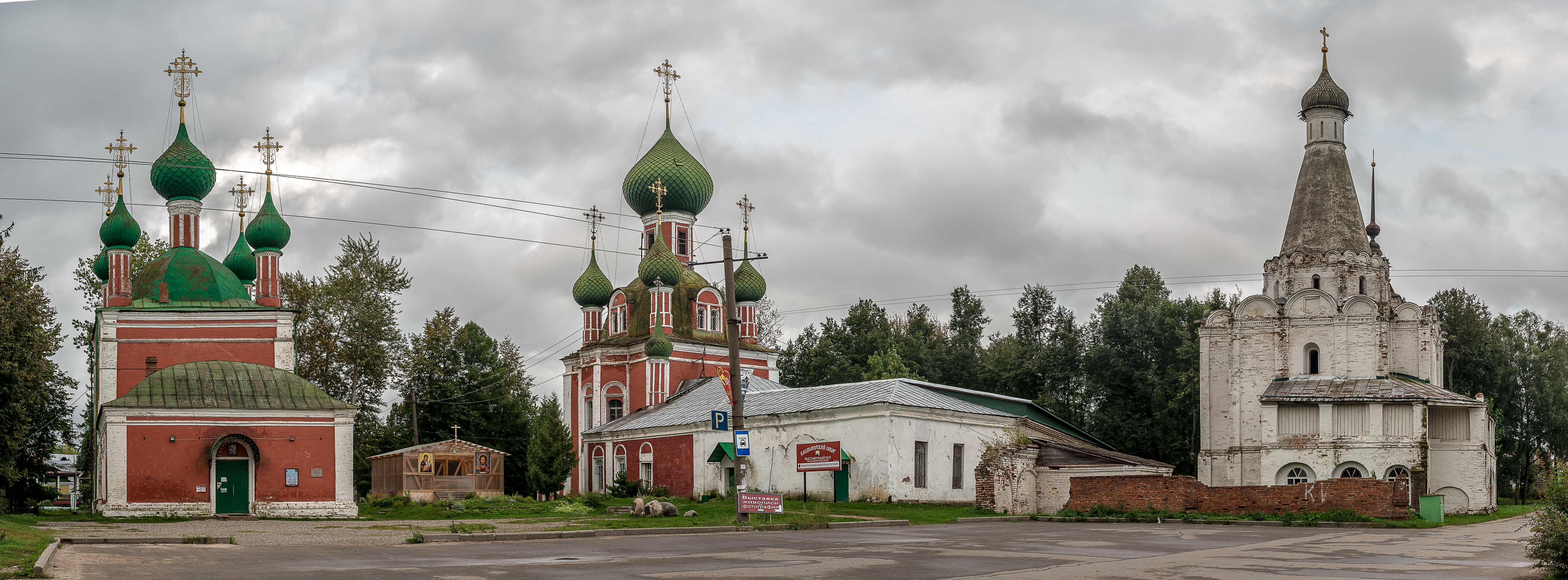
à droite : église Saint-Pierre-le-Métropolite de Pereslavl-Zalesski, au centre la cathédrale de l'Icône-de-la-Mère-de-Dieu-de-Vladimir, à gauche l'église Saint-Alexandre-Nevski.

Les bâtiments qui subsistent sont ceux du XVIIIe siècle : la cathédrale de l'Icône-de-la-Mère-de-Dieu-de-Vladimir, dédiée à la Présentation (Сретение, Sretenie) de l'icône de Notre-Dame de Vladimir aux Moscovites en 1395, et l'église Saint-Alexandre-Nevski.
Le 12 septembre 1998, une des églises du monastère, celle placée sous le vocable d'Alexandre Nevski, a été ouverte à nouveau 